# Çürüttüm, Seyitgazi
Çürüttüm là một xã thuộc huyện Seyitgazi, tỉnh Eskişehir, Thổ Nhĩ Kỳ. Dân số thời điểm năm 2011 là 14 người.